# Anisodes bisecta
Anisodes bisecta là một loài bướm đêm trong họ Geometridae.